# Stade Balaídos
 (avril 2025).
Si vous disposez d'ouvrages ou d'articles de référence ou si vous connaissez des sites web de qualité traitant du thème abordé ici, merci de compléter l'article en donnant les références utiles à sa vérifiabilité et en les liant à la section « Notes et références ».
Le stade de Balaidos est un stade situé à Vigo en Espagne.
D'une capacité de 29 000 spectateurs, il est utilisé par le Celta de Vigo.

## Évènements
- Coupe du monde de football de 1982
  - Italie  0 - 0  Pologne
  - Italie  1 - 1  Pérou
  - Italie  1 - 1  Cameroun

- Concert de Madonna (Blond Ambition Tour), le 29 juillet 1990

## Galerie

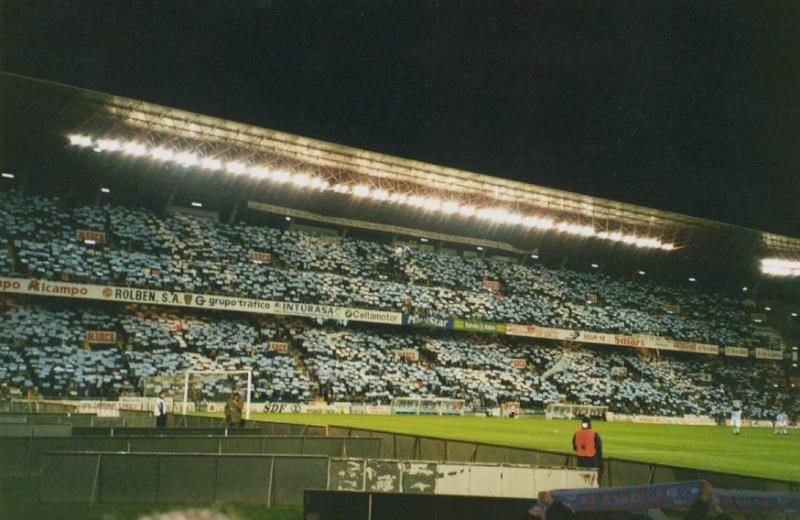
Estadio de Balaídos.
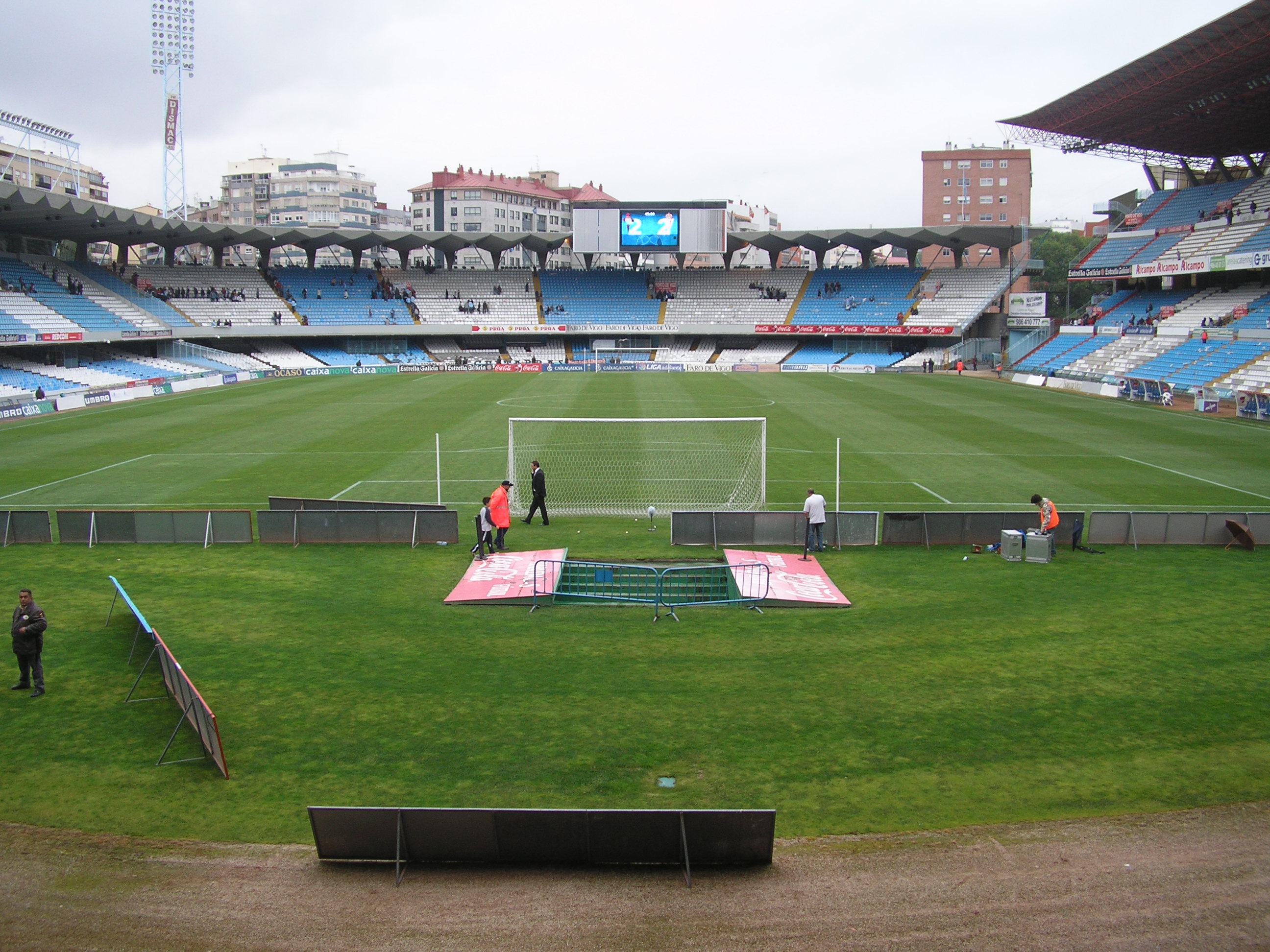
Tribune Marcador.
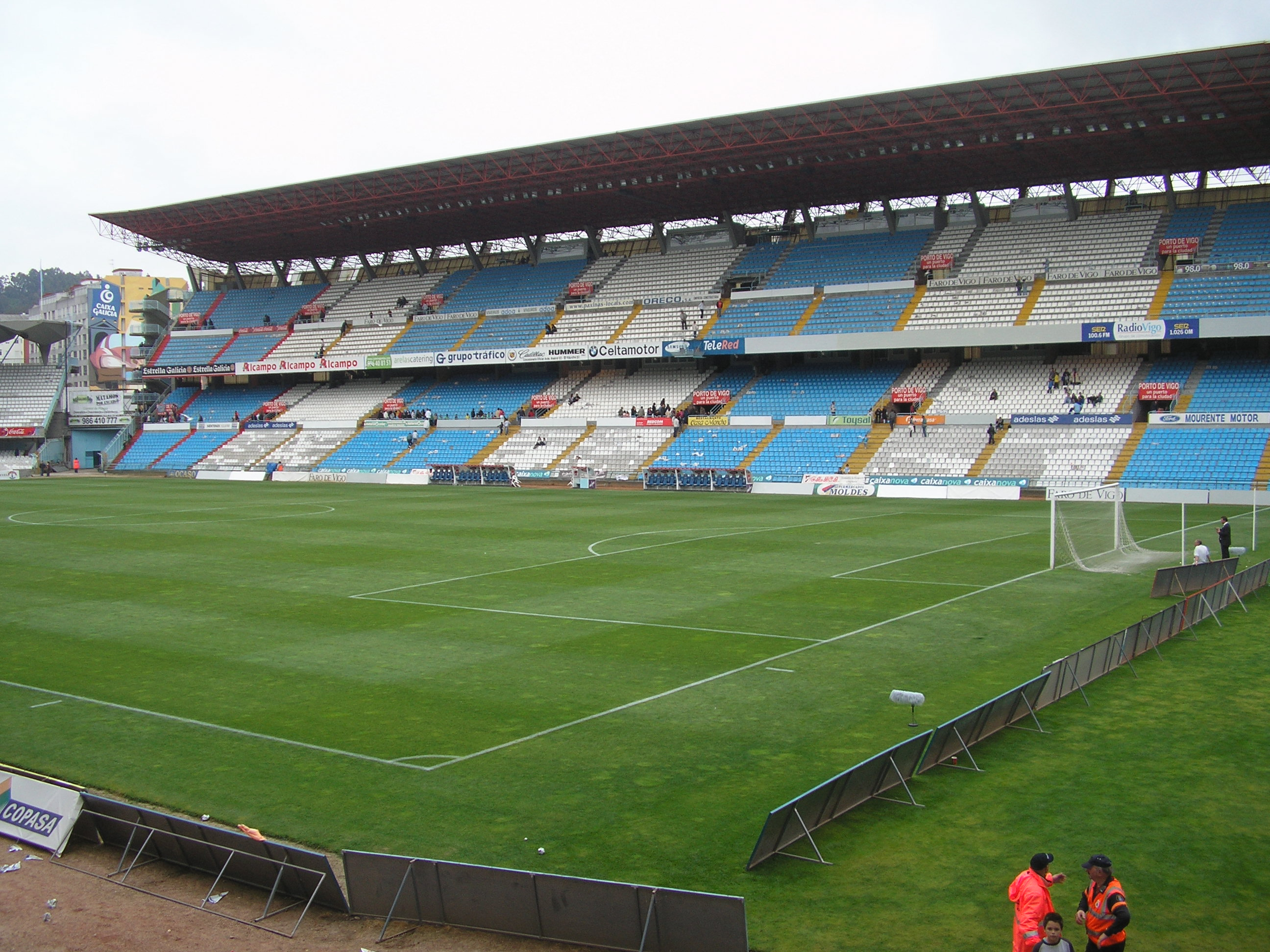
Tribune Río.
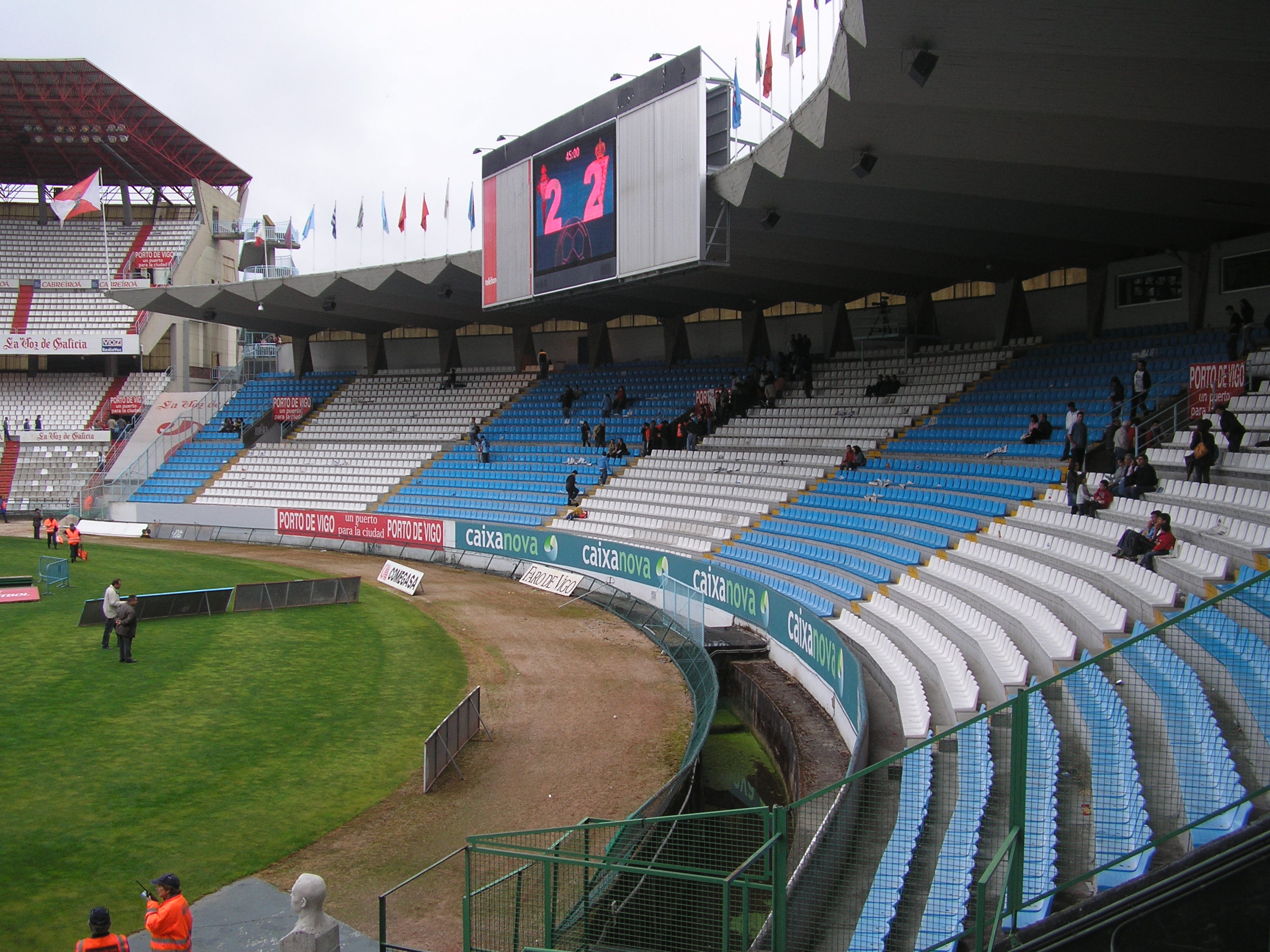
Tribune Gol.